# Касама (Ібаракі)

36°20′42″ пн. ш. 140°18′15″ сх. д. / 36.34500° пн. ш. 140.30417° сх. д.
Каса́ма (яп. 笠間市, かさまし, МФА: [kasama ɕi̥]) — місто в Японії, в префектурі Ібаракі.

## Короткі відомості
Розташоване в центральній частині префектури. Виникло на основі середньовічного прихрамового містечка біля синтоїстського святилища Касама-Інарі, одного з трьох найбільш святинь Інарі в Японії. Отримало статус міста 1 серпня 1958 року. 19 березня 2006 року поглинуло містечка Томобе й Івама. Основою економіки є гірнича промисловість, видобування граніту. Традиційне ремесло — виготовлення касамської кераміки. Міський район Томобе є важливим перехрестям автомобільних та залізничних шляхів. Станом на 1 жовтня 2007 площа міста становила 240,27 км². Станом на 1 серпня 2008 населення міста становило 80 560 осіб.